# 1917–1918-as osztrák labdarúgó-bajnokság (első osztály)
Az 1917–1918-as osztrák labdarúgó-bajnokság az osztrák labdarúgó-bajnokság legmagasabb osztályának hetedik alkalommal megrendezett bajnoki éve volt. 
A pontvadászat 10 csapat részvételével zajlott. A bajnokságot a Floridsdorfer csapata nyerte.  

## A bajnokság végeredménye
| #  | Csapat            | M  | Gy | D | V  | RG | KG | P  |
| -- | ----------------- | -- | -- | - | -- | -- | -- | -- |
| 1  | Floridsdorfer AC  | 18 | 9  | 6 | 3  | 47 | 16 | 24 |
| 2  | SK Rapid Wien     | 18 | 9  | 6 | 3  | 46 | 23 | 24 |
| 3  | Wiener AF         | 18 | 10 | 2 | 6  | 52 | 41 | 22 |
| 4  | SC Rudolfshügel   | 18 | 9  | 4 | 5  | 45 | 31 | 22 |
| 5  | Wiener AC         | 18 | 5  | 8 | 5  | 33 | 24 | 18 |
| 6  | SC Wacker         | 18 | 7  | 3 | 8  | 26 | 35 | 17 |
| 7  | Wiener SC         | 18 | 6  | 3 | 9  | 35 | 50 | 15 |
| 8  | Wiener Amateur SV | 18 | 4  | 7 | 7  | 23 | 33 | 15 |
| 9  | 1. Simmeringer SC | 18 | 6  | 2 | 10 | 30 | 47 | 14 |
| 10 | ASV Hertha        | 18 | 1  | 7 | 10 | 24 | 61 | 9  |

- A Floridsdorfer az 1917-18-as szezon bajnoka.